# Parazaona pycta
Parazaona pycta är en spindeldjursart som beskrevs av Beier 1964. Parazaona pycta ingår i släktet Parazaona och familjen blindklokrypare. Inga underarter finns listade i Catalogue of Life.